# دانشگاه پاتتیمورا

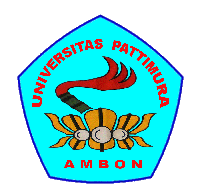
لوگو دانشگاه پاتتیمورا

دانشگاه پاتتیمورا (به لاتین: University of Pattimura) یک دانشگاه در اندونزی است که در آمبون واقع شده‌است.